# Casa Cercetașilor
Casa Cercetașilor (Gryffindor) este una din cele patru case ale școlii de magie, farmece și vrăjitorii Hogwarts, din romanele Harry Potter create de scriitoarea britanică J. K. Rowling. Casa a fost fondată de către Godric Gryffindor și este condusă de către profesorul Minerva McGonagall. Acestei case ii este specific curajul, indrazneala si vigoarea. Domnul Nick Aproape Fara Cap este fantoma casei. Ii este specific elementul focului. 
Culorile specifice acesteia sunt rosul si auriul.
Animalul specific casei este leul.
Camera comuna se gaseste intr-un turn de la Hogwarts si are aspect  circular,prezinta nuante de rosu si auriu si este descrisa ca fiind calduroasa. 

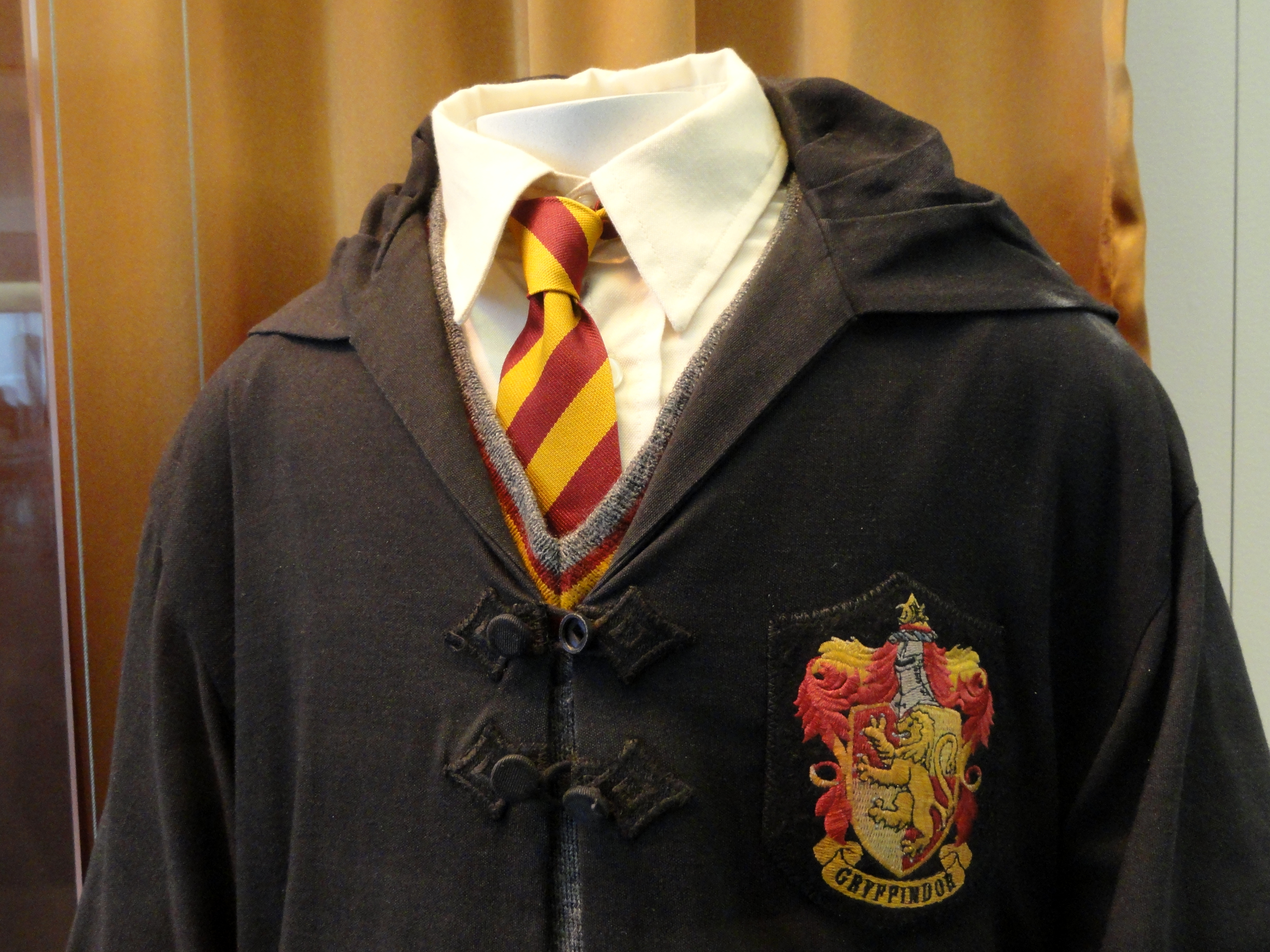

#### Elevi
- Lavender Brown
- Hermione Granger
- Angelina Johnson
- Neville Longbottom
- Parvati Patil
- Harry Potter
- Dean Thomas
- Fred Weasley
- George Weasley
- Ginny Weasley
- Percy Weasley
- Ron Weasley
- Euan Abercrombie
- Katie Bell
- Colin Creevey
- Dennis Creevey
- Seamus Finnigan
- Natalie Golld
- Lee Jordan
- Natalie McDonald
- Cormac McLaggen
- Jimmy Peakes
- Alicia Spinnet
- Romilda Vane
- Oliver Wood  (Baston)

#### Foști elevi
- Sirius Black Decedat
- Albus Dumbledore Decedat
- Lily Evans Decedat
- Victoria Frobisher
- Rubeus Hagrid
- Geoffrey Hooper
- Remus Lupin Decedat
- Mary MacDonald
- Minerva McGonagall
- Peter Pettigrew Decedat
- James Potter Decedat
- Molly Prewett
- Demelza Robins
- Jack Sloper
- Arthur Weasley
- Bill Weasley
- Molly Weasley
- Charlie Weasley